# Action - Italia Viva
 (mars 2025).
Si vous disposez d'ouvrages ou d'articles de référence ou si vous connaissez des sites web de qualité traitant du thème abordé ici, merci de compléter l'article en donnant les références utiles à sa vérifiabilité et en les liant à la section « Notes et références ».

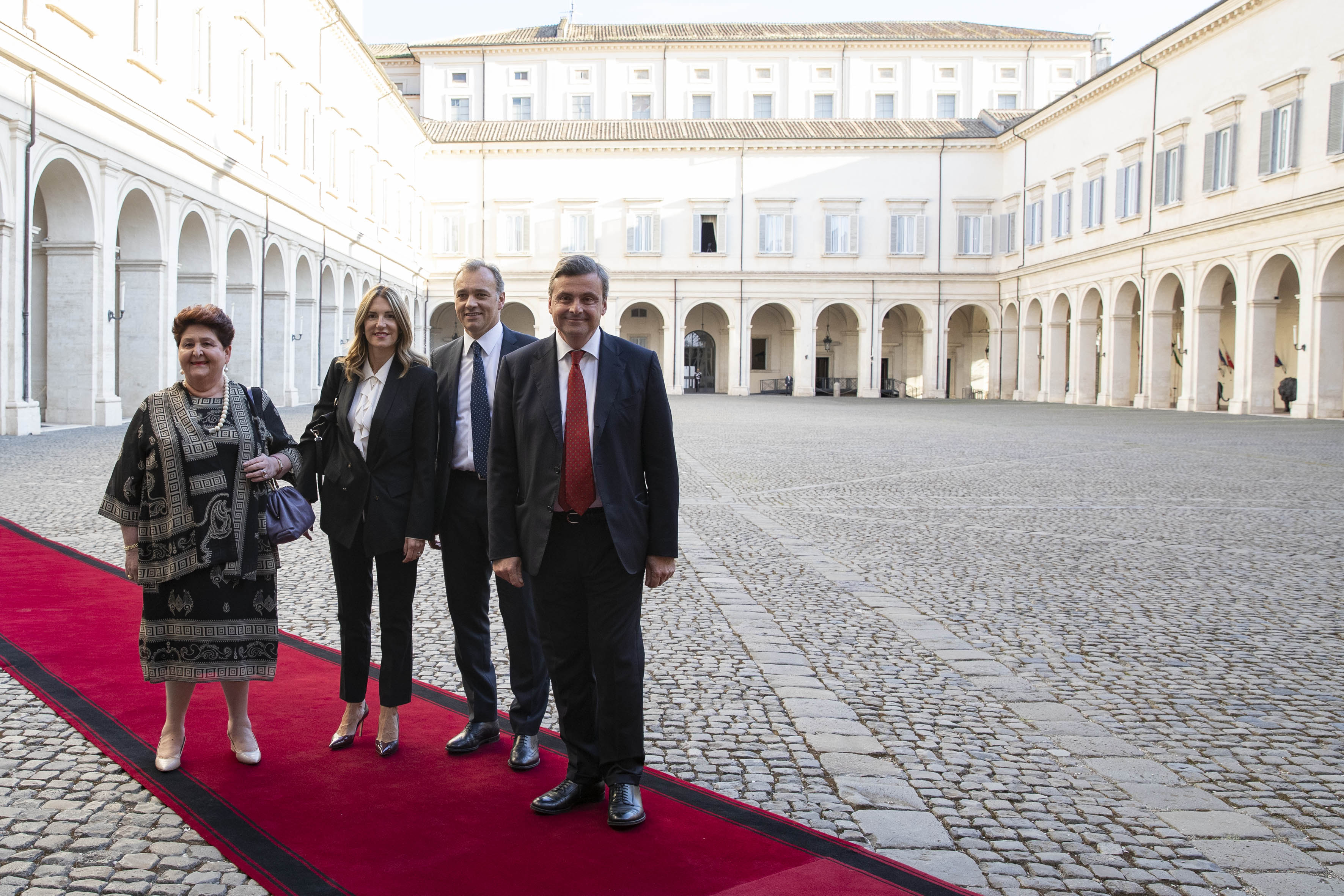
Une délégation d'Azione Italia Viva arrive au palais du Quirinal pour rencontrer le Président de la République.

Action - Italia Viva (en italien : Azione - Italia Viva), également connue officieusement sous le nom de Terzo Polo (en français : « Troisième pôle »), était une liste électorale italienne et une coalition politique d'orientation libérale formée le 11 août 2022 en vue des élections politiques de 2022 et qui s'est poursuivie pendant la XIXe législature de la République italienne. Du 8 décembre 2022 au 13 avril 2023, l'alliance entre les deux partis constitue une véritable fédération, fragilisée cependant après les élections régionales de février 2023. 
Après le début de la XIXe législature, en octobre 2022, sont nés les groupes parlementaires Action - Italia Viva - Renew Europe tant à la Chambre qu'au Sénat. Tous deux sont dissous en novembre 2023.